# Vis (île)
Pour les articles homonymes, voir Vis.
Vis (en italien et allemand, Lissa) est une île croate de l'Adriatique, au large de Split, rattachée au comitat de Split-Dalmatie, située au nord-ouest de la grande île de Korčula.

## Géographie
L’île de Vis couvre une superficie de 90,3 km2 et mesure 17 km de long sur 8 km de large. Avec les petites îles voisines de Biševo, Jabuka et Svetac, elle forme un petit archipel situé à une cinquantaine de kilomètres de la côte dalmate. Le canal de Vis (Viški kanal) la sépare au nord-est de l’île de Hvar (Lesina).
D'un point de vue administratif, l'île est rattachée au comitat de Split-Dalmatie (splitsko-dalmatinska županija) et est divisée en deux municipalités : Vis et Komiža (Comisa).

## Histoire
Vis était connue des Grecs sous le nom d'Isa, et possédait une ville du même nom située en bordure de l'actuel village de Vis, mais Pline l'Ancien la nommait Lisa. Bloquée par les navires de Teuta, reine d'Illyrie, l'île se mit sous protection romaine, ce qui entraîna la première guerre d'Illyrie l'an 229 av.J.-C.. 
Pendant presque quatre siècles, jusqu'en 1797, l'île appartînt à la République de Venise et fit partie de l’orbite culturelle italienne. De nombreuses traces de cette période sont encore visibles dans l'architecture.
Les eaux territoriales de Vis furent le théâtre de deux batailles navales : la bataille de Lissa du 13 mars 1811 entre les Anglais et les Franco-Italiens, et la bataille de Lissa du 20 juillet 1866, où la flotte italienne commandée par l’amiral Persano, bien que supérieure en nombre, fût lourdement défaite par la marine autrichienne commandée par l'amiral von Tegetthoff lors de la troisième guerre d'Indépendance italienne.
Entre 1815 et 1918, tout comme la Dalmatie, Vis fut administrée par l'Empire austro-hongrois. À l'exception d'une brève période d'occupation entre 1941 et 1943, elle n'appartînt jamais à l’Italie unifiée, et vit même décliner progressivement le prestige du dialecte vénitien en tant que langue franche du commerce maritime.
Lors de la Seconde Guerre mondiale elle servit de refuge à Tito (qui organisa la résistance contre les forces d'occupation allemandes à partir d'une grotte), et fut ensuite transformée en une base navale militaire yougoslave jusqu'en 1989. L'accès à l'île n'était autorisé que sous certaines conditions.
La guerre de Croatie ne la toucha pas, et la marine militaire yougoslave la quitta définitivement le 31 mai 1992. Ce n'est qu'à la suite de l'indépendance de la Croatie qu'elle fut rouverte au tourisme.

## Population
Vis compte deux villes, Vis et Komiža, et plusieurs localités dont Podselje, Marinje Zemlje, Podšpilje, et Podstražje.

## Économie
Les principales sources de revenus de l'ile sont l'agriculture (principalement la viticulture), la pêche et le tourisme. L'île est devenue un site de pratique majeur de plongée sous-marine, très fréquenté des touristes étrangers.
Environ 20 % des terres arables sont couvertes de vignobles. Les cépages cultivés sur l'ile sont principalement le Plavac Mali, le Kurteloška et le Bugava.
Les eaux entourant Vis sont riches en poissons, notamment en sardines, maquereaux et anchois. Les pêcheurs de Komiža du XVIIe ont développé leur propre embarcation, le Falkuša qui était toujours utilisée durant la seconde moitié du XXe siècle.

## Dans la culture populaire
Le repère de Porco Rosso dans le film éponyme (1992) de Hayao Miyazaki est inspiré de la plage de Stiniva (hr) située au sud de l'île.
Une grande partie du film Mamma Mia! Here We Go Again (2018) de Ol Parker est tournée sur l'île. 

## Personnalité liée
- Lucija Borčić (1921-2015), autrice, poétesse et traductrice espérantiste croate.